# Малево (Смолянская область)
Малево (болг. Малево) — село в Болгарии. Находится в Смолянской области, входит в общину Чепеларе. Население составляет 162 человека.

## Политическая ситуация
В местном кметстве Малево, в состав которого входит Малево, должность кмета (старосты) исполняет Илия Ангелов Крыстанов (коалиция в составе 2 партий: Болгарский земледельческий народный союз (БЗНС) и Союз демократических сил (СДС)) по результатам выборов правления кметства в 2007 году.
Кмет (мэр) общины Чепеларе — Георги Иванов Попов (Болгарская социалистическая партия (БСП)) по результатам выборов 2007 года в правление общины.